# ヴィレブロルト・スネル

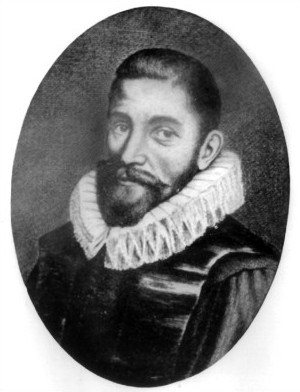
Willebrord Snel

ヴィレブロルト・スネル（Willebrord Snell 、ロアイエン・スネルのヴィレブロルト　Willebrord van Roijen Snell、またはスネリウス　Snellius、1580年-1626年10月30日)は、オランダの天文学者・数学者である。光の屈折に関するスネルの法則で知られる。
ライデンに生れる。1613年に父親のルドルフ・スネル（Rudolph Snell、1546-1613）の後を継いで、ライデン大学の数学の教授になった。

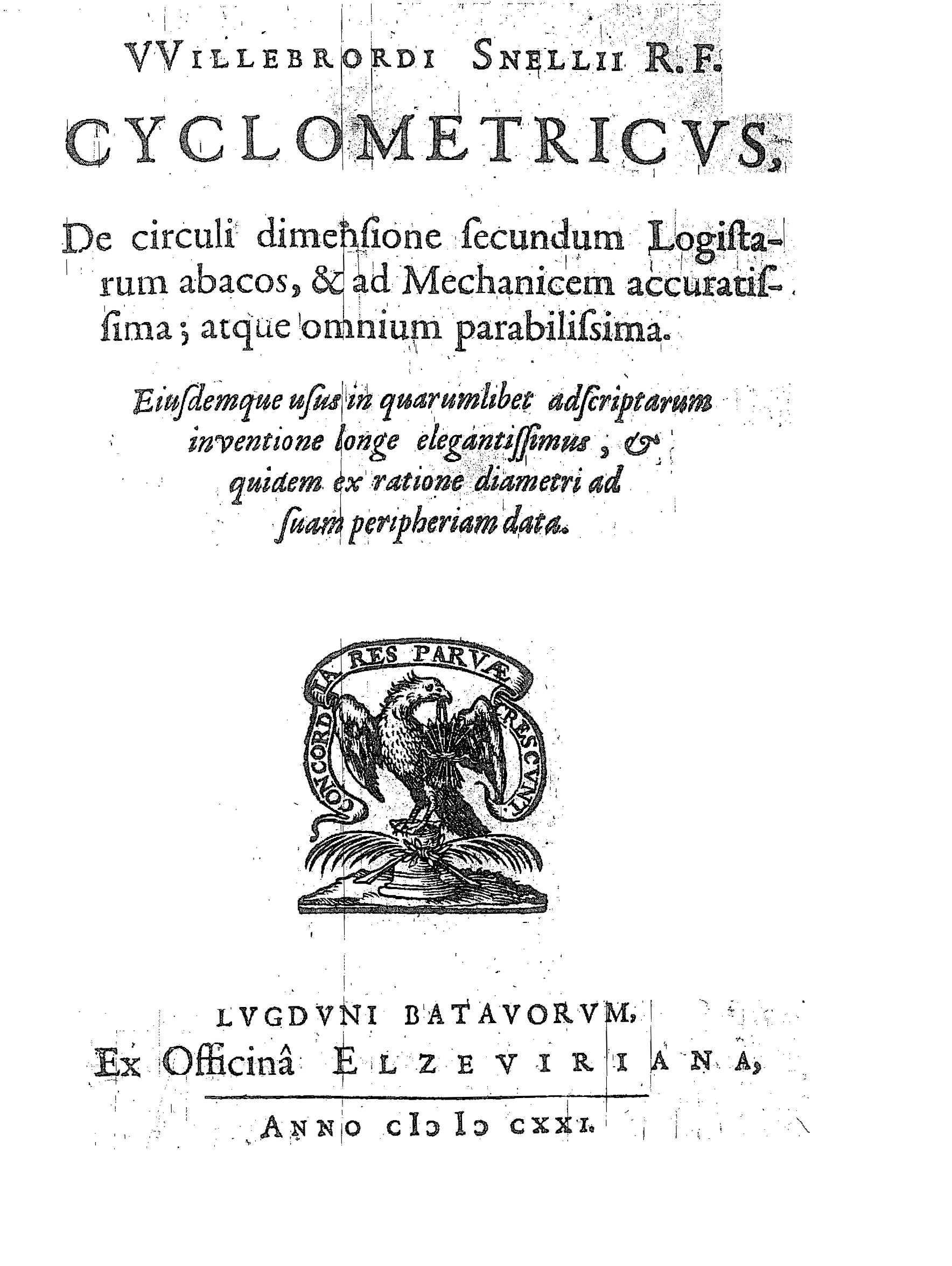
Cyclometricus, 1621

## 業績
1615年に三角測量法を用いてアルクマールからベルヘン・オプ・ゾームに至る緯度差1度に相当する子午線弧長を約107kmと測定した（実際は約111kmであった）。三角測量法を実際に用いた最初の実測である。
円周率 π を求めるために、多角形を用いる新しい計算法を考案して7桁まで正確な近似値を得た。
“スネルの法則”と呼ばれる屈折の法則を1621年に発見した。この法則がよく知られるようになるのはスネルの死後70年経って、ホイヘンスの著書によって彼の業績が示されてからである。